# EuskoTran (Vitoria-Gasteiz)

Plan sieci tramwajowej

EuskoTran Vitoria – system komunikacji tramwajowej działający w hiszpańskim mieście Vitoria. Pod nazwą EuskoTran kursują również tramwaje w Bilbao. Tramwaje obsługujące linie pochodzą z taboru dostarczonego przez CAF.

## Historia
Pierwsze plany uruchomienia tramwaju w Vitorii sięgają 1995, kiedy to lokalny rząd baskijski stworzył plan budowy oraz koszty sfinansowania całej inwestycji związanej z uruchomieniem tramwaju w mieście. Jednakże projekt ten z uwagi na niechęć mieszkańców jak i rady miejskiej nie został podjęty do września 2006, kiedy to po sukcesie jaki EuskoTran odniósł w Bilbao oficjalnie została rozpoczęta budowa. Pierwsza linia została oddana do użytku 23 grudnia 2008.
Obecnie funkcjonuje jedna linia tramwajowa na odcinku Landaberde ←→ Angulema, zaś drugi odcinek pomiędzy przystankami Euskal Herria ←→ Abetxuko jest w budowie.

## Tabor
Wszystkie tramwaje kursujące w Vitorii są niskopodłogowe, aby umożliwić wsiadanie i wysiadanie osobom z upośledzoną sprawnością ruchową, każdy przystanek jest głosowo zapowiadany oraz na drzwiach obok przycisków otwierających drzwi i kasowników są także symbole w alfabecie Braille’a. W odróżnieniu od jednostek kursujących w Bilbao, EuskoTran w Vitorii są dłuższe – mają 32 m., zaś w Bilbao – 25 metrów. Łącznie mieszczą 244 osoby w tym są 52 miejsca siedzące oraz 4 specjalnie wydzielone przestrzenie na osób poruszających się na wózkach. Wszystkie tramwaje posiadają monitoring. Tramwaje zasilane są 750 woltowym napięciem prądu stałego. Cały tramwaj składa się z 5 modułów przegubowych i 6 par drzwi, pojazdy są dostosowane jest do maksymalnej prędkości 70 km/h.